# Каптай
Каптай (бенг. কাপ্তাই, англ. Kaptai) — город на юго-востоке Бангладеш, административный центр одноимённого подокруга. Площадь города равна 126,91 км². По данным переписи 2001 года, в городе проживало 37 720 человек, из которых мужчины составляли 57 %, женщины — соответственно 43 %. Уровень грамотности населения составлял 25,5 % (при среднем по Бангладеш показателе 43,1 %). 